# Омакайтсе
Омакайтсе (ест. Omakaitse) — естонська воєнізована організація, що діяла в 1917–1918 роках та
в роки Другої світової війни. Чисельність членів організації, що формувалася на добровільній основі, 1943 року перевищила 40 тисяч осіб.
Була заснований 1917 року після революції в Росії. Під час естонської війни за незалежність 11 листопада 1918 року була перетворена в Кайтселійт (Союз оборони). Кайтселійт був розпущений 1940 року після радянської окупації Естонії.
Омакайтсе була відновлена під час німецької Операції Барбаросса 1941 року Лісовим братам, які взяли під свій контроль країну до того, як німецькі війська прибули, це дозволило Юрі Улуотсу створити координаційну раду у Тарту та оголосити про створення тимчасового уряду Естонії. Нацисти розформували Тимчасовий уряд, але дозволили збройні формування Омакайтсе після того, як Естонія стала частиною окупованій німцями Рейхскомісаріату Остланд. Під час Другої світової війни Омакайтсе існувала з 3 липня 1941 до 17 вересня 1944.
Згідно з висновками Міжнародної комісії з розслідування злочинів проти людяності, заснованої 1998 року Президентом Естонії Леннартом Мері, незважаючи на численність організації, безпосередньо в злочинах брали участь відносно невелика кількість членів Омакайтсе (від 1000 до 1200 осіб), а також те, що в перші два місяці після нацистського вторгнення члени організації вбивали переважно передбачуваних комуністів. .